# Ярохтей
Ярохтей (бл. 1840 — бл. 1890) — кобзар, учень Остапа Вересая.

## Життєпис
Ярохтей народився приблизно у 1840 році. Народився і жив у Березівці Прилуцького повіту, тепер — Талалаївського району Чернігівської області, де ймовірно і народився.
Лев Жемчужников та Пантелеймон Куліш умовили Остапа Вересая взяти до себе кількох учнів, серед яких був Ярохтей та Янголь із Березівки, які продовжили традиції свого вчителя.